# Jean-Michel Severino
Pour les articles homonymes, voir Severino.
Jean-Michel Severino est un dirigeant public et privé, un financier militant social-libéral français, né le 6 septembre 1957 à Abidjan, en Côte-d'Ivoire. Depuis 2011, Jean-Michel Severino est le gérant d'Investisseurs et Partenaires (I&P), une « famille » de fonds éthiques consacrés aux PME d'Afrique subsaharienne.
Après quatre années comme inspecteur des finances au ministère de l'Économie et des Finances (1984/1988), il est successivement conseiller technique du ministre de la Coopération Jacques Pelletier, chef du service macroéconomique et directeur du développement au ministère français de la Coopération de 1989 à 1996. De 1996 à 2000, il occupe au sein de la Banque mondiale les postes de directeur pour l'Europe centrale puis de vice-président pour l'Asie. Il est, d’avril 2001 à avril 2010, directeur général de l’Agence française de développement (AFD).

## Biographie

### Jeunesse et formations
Jean-Michel Severino naît le 6 septembre 1957 à Abidjan en Côte d’Ivoire[réf. incomplète], d’un père franco-italien alors cadre de la Banque internationale pour l'Afrique occidentale. En 1967 sa famille quitte l'Afrique pour s’installer à Nice.
Severino suit un parcours pluridisciplinaire et est diplômé de :
- l'École supérieure de commerce de Paris (ESCP) en 1978 ;
- l’université Panthéon-Assas avec une licence de droit en 1978 ;
- l’université Paris-Dauphine avec un DEA d’économie en 1979 ;
- l'Institut d'études politiques de Paris en 1980 ;
- l'École nationale d'administration (ENA) en 1984[Note 1].

### Argentier et «développeur» dans les institutions publiques

#### Ministère de la Coopération (1988-1996)
Resté attaché à l'Afrique, Jean-Michel Severino obtient en 1988 son affectation en tant que conseiller technique, dans le cabinet du ministre de la Coopération et du Développement Jacques Pelletier. Au sein de ce ministère, il est promu en 1990 chef de la coordination géographique. Cette même année se tient le sommet franco-africain de La Baule. Les autorités françaises s'apprêtent à accompagner la démocratisation de l'Afrique francophone. Jean-Michel Severino est très impliqué aux côtés de Jacques Pelletier et d'autres hauts fonctionnaires comme Serge Degallaix dans la gestion de ce complexe processus économique et politique, notamment avec le Bénin. En 1991, Il reçoit en pleine nuit, un appel au secours du fils de Nicéphore Soglo, le vainqueur de l'élection présidentielle organisée au Bénin. Nicéphore Soglo est victime d'un empoisonnement. Jean-Michel Severino obtient que dans  la nuit un avion à Cotonou le transporte en France. Sauvé, Soglo est investi président du Bénin.
Jean-Michel Severino a aussi été chargé des opérations macroéconomiques à la Coopération, et à ce titre administrateur des banques centrales de la zone franc. À cette époque, les gouvernements africains et sud-américains connaissent de graves problèmes de finances publiques. Dans un contexte de récession, de fin de Guerre froide et de mise en place de la zone euro à la suite du traité de Maastricht, la France principale bailleur de fonds de la zone franc CFA, décide de « responsabiliser » financièrement son pré-carré africain. Jean-Michel Severino est un des grands artisans de la préparation et de la gestion de la dévaluation de 50 % du franc CFA opérée le 11 janvier 1994, avec :
- Anne Le Lorier conseillère pour les affaires économiques auprès du Premier ministre[5] ;
- Georges Serre conseiller Afrique au secrétariat général de la présidence de la République[6] ;
- Christian Noyer directeur du Trésor[5] ;
- Antoine Pouillieute directeur de cabinet du ministre de la Coopération[5].

Selon Jean-Michel Severino, la dévaluation du franc CFA a eu des coûts sociaux de court terme mais a permis d'immenses bénéfices à moyen terme en permettant de relancer les économies, de créer de l'emploi et de remettre les pays sur le sentier de la croissance. Jean-Michel Severino estime que « c'était indispensable mais socialement pénalisant et politiquement compliqué à imaginer et à mettre en œuvre ».
Préalablement à cette opération et afin de mieux la préparer, Jean-Michel Severino est promu directeur du développement au ministère de la Coopération.

#### Banque mondiale (1996-2000)
En avril 1996, Jean-Michel Severino intègre le Groupe Banque mondiale basé à Washington. Il est nommé responsable des activités menées par le Groupe en Europe centrale. Il se consacre tout particulièrement à la Bosnie-Herzégovine, pays profondément affecté par la guerre civile yougoslave. Un an après, il est nommé à la tête de la vice-présidence de la Banque mondiale pour l'aire Extrême-Orient.
L'Asie du Sud-Est connaît alors une croissance forte grâce à des flux d'argent privés étrangers : en 1996 l'afflux net de capitaux est de l'ordre de 100 milliards de dollars. Les fonds alors annuellement alloués par la Banque mondiale pour l'Extrême-Orient se limitent à 5 milliards de dollars. Juillet 1997, la donne change. La Thaïlande puis toute l'Asie du Sud-Est connaissent une fuite massive de devises : entre juillet 1997 et juin 1998, quelque 115 milliards de dollars au total quittent la Corée du Sud, la Thaïlande, l'Indonésie, la Malaisie, les Philippines[réf. incomplète]. Incapables d'enrayer la panique, se trouvant en manque de liquidités, les États asiatiques obtiennent le soutien financier du Japon, de l'Australie et préalablement celui des institutions de Bretton Woods (le FMI et la Banque mondiale)[réf. incomplète].
En six mois Jean-Michel Severino lève 16 milliards de dollars auprès des bailleurs de la Banque mondiale. D'importants débats sur la bonne politique macro-économique à conduire durant cette période se tiennent, ouvertement avec les prises de positions publiques de Joseph Stiglitz, alors chef économiste de la Banque mondiale, et de manière confidentielle, entre les directions Asie du FMI et la vice-présidence Asie de l'Est de la Banque. Il en résulte une modification marquée des programmes du FMI à partir de 1998. Par ailleurs, Jean-Michel Severino joue un rôle important dans la restructuration du secteur bancaire et industriel ainsi que dans la gestion des conséquences sociales des processus d'ajustement. Jean-Michel Severino institutionnalise cette orientation de la Banque mondiale en 1999 avec le New Social Agenda for East Asia fixant comme priorité le financement de programmes pro-pauvre.
Février 2000, Jean-Michel Severino quitte Washington. Il réintègre la fonction publique française à l'Inspection générale des finances[réf. incomplète]. Il est alors pressenti pour succéder soit :
- à François Nicoullaud à la tête de la Direction générale de la coopération internationale et du développement (DGCID) du ministère des Affaires étrangères[14] ;
- à Antoine Pouillieute à la tête du Groupe public Agence française de développement (AFD) finançant des actions dans les DOM-TOM et dans les pays en voie de développement[15].

#### Agence française de développement (2001-2010)
Le 22 avril 2001, Jean-Michel Severino est nommé en Conseil des ministres, à la tête du Groupe Agence française de développement c'est-à-dire :
- directeur général de l'Agence française de développement, ayant autorité sur les activités menées avec le secteur public ;
- président du conseil d'administration de Proparco, la filiale de l'AFD chargée des activités élaborées avec le secteur privé ;
- directeur général de l'IEOM.

Il sera renouvelé deux fois par Jacques Chirac, président de la République, à la tête de l'agence.

##### Transparence accrue et déliement de l'aide
Avec l'arrivée de Jean-Michel Severino à sa tête, le groupe AFD gagne en transparence. Dès 2002, un comité d'audit est mis en place. Il est chargé de vérifier la véracité des informations fournies, notamment comptables. Les rapports d’activités et les comptes arrêtés annuellement par l’agence à partir de 2002 sont rendus publics et consultables sur le site de l'AFD.
Jean-Michel Severino obtient le déliement de l'aide, pour lequel il a milité, au sein du groupe AFD conformément à la volonté émise le 14 février 2002 par le Comité interministériel de la coopération internationale et du développement (CICID). Dès lors, le groupe AFD ne peut plus imposer aux maîtres d'ouvrage (entités bénéficiant de l'aide) le choix de la nationalité des maîtres d’œuvre (opérateurs, entrepreneurs), mais contrôle de très près les termes de référence et l'exécution des marchés publics financés par l'agence.

##### Essor de l'AFD

###### Démultiplication des engagements de l'AFD
En six ans, Jean-Michel Severino et son équipe doublent les engagements du groupe à l’international. Si en 2002 le groupe AFD a déboursé €1.65 milliard, en 2007 le montant des engagements s’est élevé à 3,65 milliards d’euros.
À partir de 2008, à la suite de la crise des subprimes, Jean-Michel Severino propose à l'État un changement stratégique, qui est accepté par ses tutelles. Les conditions d’emprunt pour les pays du Sud sur le marché des capitaux privés se durcissent et leur situation économique vacille. La France, au travers de l'AFD, joue un rôle contra-cyclique. En tant qu'entité publique française, le groupe bénéficie de taux historiquement très faibles et peut mobiliser ses fonds propres. Entre 2008 et 2010, le groupe AFD injecte dans les pays du Sud €17.53 milliards, dans le cadre d'une stratégie qui inclut non seulement des prêts aux États, mais également un accroissement des prêts aux collectivités locales de ces pays, et enfin des soutiens aux entreprises privées et aux banques.

###### Élargissement de la zone d'intervention
À son arrivée à la tête de l'AFD, l'action du groupe est essentiellement concentrée dans les collectivités françaises d'Outre-Mer et en Afrique subsaharienne. Au cours de ses mandats, le champ d'intervention de l'AFD est étendu, tout en maintenant une priorité africaine. Le CICID du 12 décembre 2002 autorise Jean-Michel Severino à intervenir dans six nouveaux pays de la Méditerranée (l'Égypte, la Jordanie, la Syrie, la Turquie) et de l'Asie du Sud-Est (la Thaïlande, la Chine). En juin 2006, il convainc le CICID de la nécessité d'agir dans :
- l'ensemble des pays africains (sauf la Libye) pour des activités de prêts ;
- les pays émergents que sont l'Inde, le Brésil, l'Indonésie, le Pakistan pour des prêts non concessionnels ou très faiblement bonifiés afin de contribuer au financement de projets relatifs aux biens publics mondiaux comme la lutte contre le changement climatique, la préservation de la biodiversité, la lutte contre les maladies émergentes et transmissibles.

Le 5 juin 2009, le CICID donne mandat à Jean-Michel Severino pour œuvrer au niveau mondial à une « croissance verte et solidaire ». La priorité de Jean-Michel Severino est dès lors de financer des actions favorisant les énergies renouvelables et l'amélioration de l'accès aux services essentiels dans une dizaine de nouveaux pays d'Asie et d'Amérique latine : le Mexique, la Colombie, le Bangladesh, la Malaisie, les Philippines, le Sri Lanka, le Kazakhstan, l'Ouzbékistan et la Mongolie.
Même si la zone d'intervention du groupe s'est élargie, l'Afrique subsaharienne reste avec Jean-Michel Severino la première zone d'intervention de l'AFD.

##### Bilan: secteurs financés et impacts
Lors de sa prise de fonction en 2001, le groupe AFD finance essentiellement des actions tournées vers les infrastructures, notamment les télécoms, l'énergie et les transports. Sans rompre avec cette politique, Jean-Michel Severino ambitionne de faire avec l'AFD la « promotion d’un développement économique stable et efficace, respectueux de l’environnement et plus soucieux de cohésion sociale ». Le volet « environnement » connaît ainsi un essor à partir de 2006. Il s'agit pour l'essentiel de financements relatifs à des projets d'infrastructures concernant des énergies renouvelables afin d'accompagner la transition énergétique de pays émergents comme la Chine.
Par ailleurs €4.7 milliards des sommes engagées par le groupe AFD sous les mandats de Severino ont servi à couvrir des besoins essentiels en eau, santé, et éducation dans les pays en développement. Il est estimé qu'en 2007 et 2008, le groupe AFD a contribué à :
- fournir un accès à une source d'eau potable améliorée pour 3,3 millions d'individus et un système d'assainissement amélioré pour 2,5 millions de personnes ;
- scolariser 11.5 millions d'enfants dont 5.6 millions de filles ;
- vacciner 1.7 million d'enfants ;
- soigner quelque 2.2 millions d'individus infectés par le sida, le paludisme ou la tuberculose.

### Financier militant

#### Investisseurs & Partenaires
En 2011, Jean-Michel Severino succède à Patrice Hoppenot, frappé par la maladie, à la direction d’Investisseurs et Partenaires (I&P), une équipe  d'investissement de mission (impact investors) consacrée à la promotion des entrepreneurs africains et des petites et moyennes entreprises (PME) africaines. Selon I&P, la libre-entreprise peut à la fois générer des profits mais aussi profiter à toutes les parties prenantes au premier rang desquelles les salariés, et contribuer à la sauvegarde de biens publics mondiaux. Jean-Michel Severino entend promouvoir un entrepreneuriat africain, intègre et performant, capable de renforcer l'état de droit. I&P accompagne des PME et des entrepreneurs responsables dont l'objectif et la cause sont la production de biens et services de qualité et compétitifs répondant aux demandes croissantes de la population, notamment les demandes de la classe moyenne émergente. Par le biais d'I&P, Jean-Michel Severino contribue à dynamiser le marché intérieur de l’Afrique subsaharienne, à répondre aux énormes besoins d'emploi du continent et à lutter contre la pauvreté.
Pour mettre en œuvre cette mission, Jean-Michel Severino conçoit et gère à travers I&P, des sociétés financières et des fonds d'investissement dont les objectifs extra-financiers sont prépondérants, pour des perspectives de rentabilité variées. Depuis 2011, Jean-Michel Severino a levé 85 millions d'euros et a investi dans plus de 70 sociétés via trois véhicules : IPDEV1 & IPDEV2 consacrés aux start-up et aux très petites PME ; IPAE s'adressant aux PME plus importantes. Avec I&P, Jean-Michel Severino conseille d'autres véhicules (Energy Access Venture) et a lancé d'autres levées de fonds (IPAI) consacrées aux petites infrastructures. I&P intervient dans une quinzaine de pays, notamment au Niger, au Sénégal, au Mali, au Burkina, en Côte d’Ivoire, au Cameroun, à Madagascar mais aussi en Ouganda, en Namibie ou au Ghana, et dispose d'une quarantaine de collaborateurs en France et en Afrique au travers de ses bureaux locaux et des sociétés africaines qu'il crée.

#### Engagements et bénévolat

##### Responsabilité sociétale
Jean-Michel Severino participe aux conseils d'administration de plusieurs grandes sociétés avec pour mandat le développement de leur impact social et environnemental. Il est ainsi :
- Administrateur, président du comité d’audit et membre du comité de responsabilité sociale et environnementale de Danone depuis juillet 2011 ;
- Administrateur, membre du comité de gouvernance et membre du comité de responsabilité sociale et environnementale puis d'audit d'Orange depuis juillet 2011 ;
- Président du conseil d'administration d'Ecobank International (EBI SA) - filiale française du groupe Ecobank - depuis mai 2013.

Il est également à titre gracieux :
- Administrateur de Phitrust Impact Investors depuis avril 2012 ;
- Administrateur de la fondation Sanofi Espoir depuis 2012 ;
- Président du comité des critical friends de Véolia depuis 2013 ;
- Administrateur de la fondation Alstom depuis 2015;
- Trésorier de la fondation Avril depuis 2015 ;
- Membre du Conseil des affaires étrangères depuis 2015 ;
- Administrateur de la fondation Carrefour depuis 2016 ;
- Administrateur de la fondation Grameen-Crédit agricole.

Il a été :
- Administrateur de la fondation Chirac de 2010 à 2013 ;
- Président du conseil d'administration du Critical Ecosystem Parternship Fund (CEPF) depuis janvier 2013 à mai 2016 ;
- Administrateur de la fondation pour le Renforcement des capacités en Afrique, basée au Zimbabwe ;
- Administrateur de l'African Center for Economuc Transformation (ACET) au Ghana.

##### Expertises et forum
Jean-Michel Severino a été membre du comité consultatif de haut niveau de la Banque africaine de développement mis en place en 2006 pour conseiller la banque sur sa vision stratégique. En octobre 2007, aux côtés de Josette Sheeran, Donald Kaberuka, Kemal Dervis, Pascal Lamy, Abdou Diouf et Supachai Panitchpakdi, il lance le blog « Idées pour le développement » dans lequel les auteurs partagent leurs visions des grands défis auxquels les pays en développement sont confrontés et des meilleures solutions pour y faire face. Jean-Michel Severino a été membre en 2008 de la Commission du Livre Blanc sur la politique étrangère et européenne de la France. Il a été membre du  Groupe d'experts de haut niveau sur la cohérence du système des Nations unies dans les domaines du développement, de l’aide humanitaire et de l’environnement.
Il a aussi été membre du panel de haut niveau des Nations unies, chargé par le secrétaire général Ban Ki-moon de proposer l'agenda du développement post 2015, en 2011 et 2012.
Jean-Michel Severino a présidé de 2011 à 2015 le Forum Mondial Convergences qui chaque année depuis 2008, réunit le monde du secteur public, de l’entreprise, de la société civile, du secteur académique et des médias afin d'agir pour un monde équitable et durable,.

##### Académie et Recherches
Jean-Michel Severino est investi dans des centres de recherche spécialisés sur le développement :
- Membre de l'Académie des technologies depuis 2010 ;
- Directeur de recherches à la Fondation pour les Études et Recherches sur le Développement International (FERDI) depuis 2010 ;
- Senior fellow du German Marshall Fund of the United States ;
- Président du conseil d'administration de l'Institut de Développement de La Sorbonne (Université Paris1 Panthéon Sorbonne), de 2010 à 2013, puis membre de son comité d'orientation stratégique.

Il a été :
- Professeur associé au Centre d'études et de recherches en développement international (CERDI) de 2001 à 2006 ;
- Administrateur de l'IRD et du CIRAD.

##### Politique
En août 2000, Jean-Michel Severino est nommé par le président du Haut Conseil de la coopération internationale (HCCI), le député socialiste Jean-Louis Bianco, rapporteur de l'étude Globalisation, gouvernance et développement. Cette étude plaide pour que l'Union européenne s'émancipe du carcan idéologique défendu par les institutions de Bretton Woods. L'étude soutient qu'un « contrat social planétaire » est possible et implique :
- un rééquilibrage des voix plus équitable pour les pays du Sud dans les institutions internationales ;
- une régulation au moins a minima des marchés mondiaux afin de créer un environnement « moins risqué » favorable à la croissance et au développement[32].

Cette étude sur la mondialisation et le développement est destinée au Premier ministre socialiste Lionel Jospin, candidat à l'élection présidentielle française de 2002.
En juillet 2011, il intègre l'équipe de campagne de Martine Aubry pour l'élection présidentielle de 2012 chargé avec Jean-Christophe Rufin de la thématique « Nord-Sud, Coopération, Rayonnement ».
En compagnie de Lionel Zinsou, il a participé en 2014 au groupe de travail mis en place par Pierre Moscovici, ministre de l'économie et des finances, et animé par Hubert Védrine, dont la finalité était de produire un rapport consacré au nouveau partenariat franco-africain. Ce groupe de travail est à l'origine, notamment, de la création de la Fondation Africa France.

## Décorations
- Officier de la Légion d'honneur Il est fait chevalier le 31 décembre 2004[35], puis est promu officier le 12 juillet 2013[36].
- Officier de l'ordre national du Mérite Il est fait chevalier le 14 mai 2001[37], puis est promu officier le 14 novembre 2008[38].

### Ouvrages de Jean-Michel Severino
- Jean-Louis Bianco et Jean-Michel Severino, Un autre monde est possible, Fondation Jean-Jaurès, 2001 (présentation en ligne)
- Jean-Michel Severino et Olivier Charnoz, L'Aide Publique au Développement, Paris, éditions La Découverte, mars 2007 (présentation en ligne)
- Jean-Michel Severino et Jean-Michel Debrat, Idées Reçues sur l'Aide au Développement, Paris, éditions Le Cavalier Bleu, janvier 2010
- Jean-Michel Severino et Olivier Ray, Le Temps de l’Afrique, Paris, éditions Odile Jacob, mars 2010 (présentation en ligne)
- Jean-Michel Severino et Olivier Ray, Le Grand basculement, Paris, éditions Odile Jacob, 2011 (présentation en ligne)
- Jean-Michel Severino et Jeremy Hajdenberg, Entreprenante Afrique, éditions Odile Jacob, 2017

### Ouvrages en rapport avec Jean-Michel Severino

#### Livres édités
- (en) Ismail Serageldin et Joan Martin-Brown, Partnerships for Global Ecosystem Management, Washington, World Bank Publications, 1999

#### Articles publiés
Le Monde
- Marie-Pierre Subtil, « Les relations entre la France et l'Afrique, la victoire des énarques », Le Monde,‎ 20 janvier 1994
- Samir Abdelkrim, « Nous allons faire émerger une nouvelle génération de fonds d’investissement africains », Le Monde,‎ 16 décembre 2015 (lire en ligne, consulté le 16 janvier 2016)

La Croix
- Pierre Cochez, « Jean-Michel Severino, l'Afrique comme centre de gravité », La Croix,‎ 28 mai 2010

Les Echos
- Catherine Chatignoux et Françoise Crouïgneau, « Jean-Michel Severino, vice-président de la BIRD : 'La tourmente asiatique oblige la Banque mondiale à repenser son aide' », Les Echos,‎ 16 avril 1998

L'Express
- Isabelle Hennebelle, « Jean-Michel Severino: La cocréation n'est pas un feu de paille », L’Express,‎ 6 novembre 2013
- « Le monde du 'business' doit devenir un acteur majeur du développement », L’Express,‎ 16 mars 2015

Autres
- Jean-Michel Meyer, « Jean-Michel Severino, le financier du développement », Forbes Afrique,‎ décembre 2013
- Jean-Michel Severino, « Speech at the International Herald Tribune Summit », web.worldbank.org, 16 juin 1998
- Estelle Maussion, « L’Afrique doit faire émerger des champions », Afrique Méditerranée Business,‎ octobre 2015